# Alexandru Pliușchin

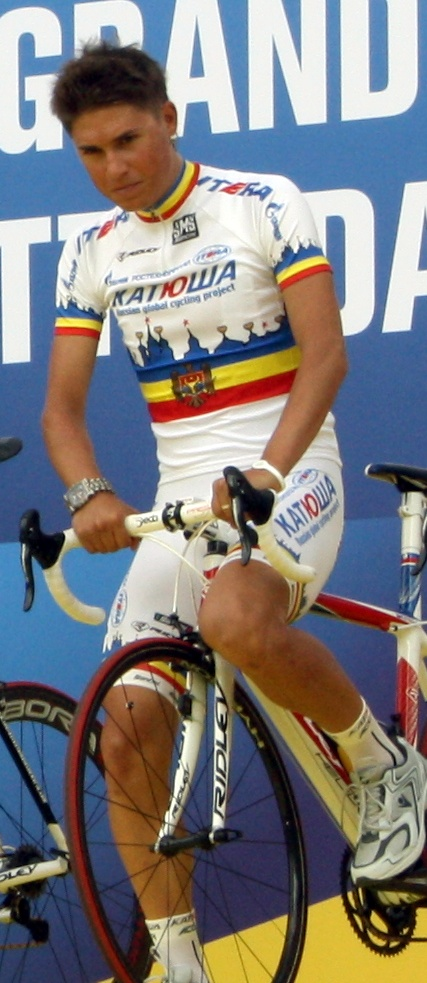
Alexandru Pliușchin bei der Tour-de-France-Teampräsentation 2010

Alexandru Pliușchin (kyrillisch Александр Плюшкин; * 13. Januar 1987 in Chișinău) ist ein ehemaliger moldauischer Radrennfahrer.

## Karriere

### Junioren
Alexandru Pliușchin gewann bei den Bahn-Radweltmeisterschaften der Junioren 2004 in Los Angeles die Bronzemedaille im Scratch und konnte so bereits in jungen Jahren international auf sich aufmerksam machen. Im Jahr 2005, in dem er Europameister in der Einerverfolgung auf der Bahn werden konnte, erreichte er die ersten wichtigen Erfolge auf der Straße, wo er für das schweizerische Team GS Schumacher antrat: So wurde er unter anderem Zweiter in der Gesamtwertung des Etappenrennens Giro di Toscana (Junioren), gewann die Eintagesrennen Classique des Alpes (Junioren) sowie Giro del Mendrisiotto (Junioren) und sicherte sich bei der Straßen-Radweltmeisterschaft der Junioren in Salzburg die Silbermedaille im Einzelzeitfahren.

### U23
Im Laufe seiner ersten Saison in der Altersklasse U23 im Jahr 2006 konnte Pliușchin den Grand Prix Oberes Fricktal für sich entscheiden und außerdem Zweiter werden in der Gesamtwertung der Tour Alsace. 2007 dann, als er für ag2r Chambéry fuhr, der Kaderschmiede seines späteren ersten Profiteams, schaffte Pliușchin den Durchbruch, da er zunächst die U23-Ausgabe der Flandern-Rundfahrt in überzeugender Manier gewinnen konnte und sich danach die Bronzemedaille im Straßenrennen sowie die Goldmedaille in der Einerverfolgung auf der Bahn bei der B-Weltmeisterschaft in Kapstadt sicherte.

### Elitefahrer
In der Saison 2008 wurde Pliușchin Profi beim französischen Team ag2r-La Mondiale. Bereits im ersten Jahr bei dieser Mannschaft konnte er moldauischer Meister im Straßenrennen werden. Diesen Erfolg wiederholte er 2010 und 2011 im Trikot des Katusha Teams. Im Jahr 2012 wechselte er zum Leopard-Trek Continental Team und gewann ein weiteres Mal die Straßenmeisterschaft seines Landes. Im Jahr 2014 gewann er für das Skydive Dubai Pro Cycling Team die Sharjah Tour in Dubai. Nachdem bekannt wurde, dass bei diesem Etappenrennen ein „nicht-negativer“ Dopingtest auf Salbutamol vorlag, suspendierte ihn das Synergy Baku Cycling Project, welches ihn für die Saison 2015 verpflichtet hatte. Er wurde bis zum 1. September 2015 gesperrt. Nach seiner Sperre nahm er bei den Europäischen Straßenmeisterschaften teil und belegte im Einzelzeitfahren den 32. Platz. Beim anschließenden Straßenrennen startete er nicht. Danach sind keine internationalen Ergebnisse mehr überliefert.

## Erfolge
2004
- Moldauischer Meister – Straßenrennen (U23)
- Moldauischer Meister – Einzelzeitfahren (U23)

2005
- Europameister – Einerverfolgung (Junioren)
- Classique des Alpes (Junioren)
- Giro del Mendrisiotto (Junioren)

2007
- UIV Cup Stuttgart (U23)
- Flandern-Rundfahrt (U23)
- B-Weltmeister – Einerverfolgung
- eine Etappe Grand Prix Tell (U23)

2008
- Moldauischer Meister – Straßenrennen

2010
- Moldauischer Meister – Straßenrennen
- Duo Normand (mit Artjom Owetschkin)

2011
- Moldauischer Meister – Straßenrennen

2012
- Moldauischer Meister – Straßenrennen

2014
- Melaka Chief Minister’s Cup
- Gesamtwertung und zwei Etappen Sharjah Tour

## Teams
- 2008–2009 AG2R La Mondiale
- 2010–2011 Katusha Team
- 2012 Leopard-Trek Continental Team
- 2013 IAM Cycling
- 2014 Skydive Dubai Pro Cycling Team
- 2015 Synergy Baku Cycling Project